# عمر ساخو
عمر بن محمد ساخو (1925 - 1994)(1344 - 1415 هـ) عالم مسلم وشاعر عربي غيني. ولد في دوبريكا في شمال كوناكري. تلقى معارفه الأولى على يد أعمامه وتعلّم القرآن والتفسير والفقه والنحو والبلاغة العربية. عمل إمامًا وواعظاً في المساجد. له كتاب الحسنات و ترجمة معاني القرآن الكريم إلى لغة صوصو المحلية. توفي في كوناكري. 

## سيرته
ولد عمر بن محمد ساخو في مدينة دوبريكا. تلقى معارفه الأولى على يد أعمامه، وعلى أيديهم تعلم القرآن، ثم انتقل إلى قرية بتترايا في محافظة دوبريكا وهناك ختم القرآن وتفسيره إضافة إلى تلقيه مبادئ الفقه والعقيدة، ثم لازم الحاج جابي الذي تعلم على يديه النحو، ليعود إلى عمه أحمد ساخو الذي تلقى على يديه الرسالة (للإمام الشافعي) وعلوم البلاغة، وقرأ عليه كتب الشعر ولا سيما المعلقات السبع.

عمل إمامًا وواعظًا في المساجد. عاش في غينيا والسنغال، وزار المملكة العربية السعودية.

توفي في كوناكري سنة 1994 م/ 1415 هـ.

## شعره
أورد له كتاب الحياة الأدبية في غينيا عددًا من القصائد، وله ديوان مخطوط. ذكره عبد العزيز البابطين في معجمه وقال «شاعر مناسبات يدور ما أتيح من شعره حول المدح الذي اختص به الزعماء من الملوك والرؤساء في زمانه، داع إلى وحدة المسلمين، ونبذ ما بينهم من خلافات، وله شعر يشيد فيه بدولة الكويت أرضًا وشعبًا، وكتب في الوصف، كما كتب في الوعظ وإسداء النصيحة. لغته تقريرية مباشرة وخياله محدود. حاول أن يلتزم الوزن والقافية فيما أتيح له من الشعر.»

## مؤلفاته
- كتاب الحسنات، مطبعة باتريس لومومبا، كوناكري
- ترجمة معاني القرآن الكريم إلى لغة صوصو المحلية، مخطوط.